# Denticetopsis praecox
Denticetopsis praecox és una espècie de peix de la família dels cetòpsids i de l'ordre dels siluriformes.

## Morfologia
- Els mascles poden assolir 5,3 cm de longitud total.
- Nombre de vèrtebres: 39-40.[6]

## Hàbitat
És un peix d'aigua dolça i de clima tropical.

## Distribució geogràfica
Es troba a Sud-amèrica: conca del  riu Negro.